# James Day (Reiter)
James E. „Jim“ Day (* 7. Juni 1946 in Thornhill, Ontario) ist ein ehemaliger kanadischer Spring- und Vielseitigkeitsreiter sowie Mannschafts-Olympiasieger 1968.
Von 1964 bis 1977 war er Teil der kanadischen Nationenpreismannschaft. Bei den Panamerikanischen Spielen gewann er 1967 Gold in der Einzelwertung und 1975 Teamsilber. Bei den Olympischen Sommerspielen 1968 in Mexiko-Stadt startete er im ersten kanadischen Springreiter-Team der Olympischen Spiele und gewann mit diesem Teamgold. Bei den Olympischen Spielen 1976 in Montréal startete er sowohl bei den Spring- als auch bei den Vielseitigkeitsreitern. 1973 wurde er Nordamerikanischer Meister der Vielseitigkeitsreiter.
Als Teenager lernte er Ernie Samuel kennen, der ihn 1971, nachdem er sein erstes Rennpferd gekauft hatte, auf seiner Farm anheuerte. Gemeinsam bauten sie den Hof zu einem der größten Renn- und Zuchtställe Nordamerikas aus.
Von 1966 bis 1968 war er dreimal in Folge Horseman of the year, viermal gewann er den Sovereign Award als Kanadas-Top-Trainer. 1968 wurde er in die Hall of Fame des kanadischen Sports aufgenommen.